# アングリーバード (映画)
『アングリーバード』（原題：The Angry Birds Movie）は、2016年に公開されたアメリカ合衆国の3Dアニメーション映画。アプリゲーム『アングリーバード』の映画化。日本公開は2016年10月1日。

## ストーリー
ある日、レッドはバードアイランドの森を駆け抜け、命がけで誕生日のケーキを配達するものの、宅配先の家で子供を泣かせ、ケーキの中にリスまで入っていたため、子供の父親にレッドのことで煽り発言を食らってしまう。最終的にレッドはその父親にケーキを投げつけてしまい、そのまま帰ろうとしたが、偶然転んで家の卵を割ってしまった。その後、島中で裁判になり、その時に割ってしまった卵から生まれたひな鳥がレッドを父親と認識したり、レッドが裁判長の被り物を外してしまったことで、レッドは「アンガーマネジメント教室」に左遷されてしまう。その後、レッドは不満げながらアンガーマネジメントの入り口に着くと、今度は鳥の飾り物（ビリー・ザ・サイン）が音を鳴らしながら揺れているところをみてまたキレてしまい、鳥の飾りをボロボロにするまで戦ってしまう。その後、アンガーマネジメント教室の中でマチルダ、チャック、ボム、テレンスと出会い、自己紹介の後、ヨガの最中にボムが爆発して教室を追い出されてしまい、レッドは浜辺にある家に帰って一日が終わる。
その次の日の教室の最中、レオナルドが率いるピッグの船がバードアイランドにやってきたため、皆はそこに向かったものの、船がレッドの家の隣に停止した上に、家も破壊してしまったた。レオナルドが船から降りてきてパーティーを開くようになり、怪しんだレッドはチャック、ボムとともに船の中に侵入を試みる。するとその中には大量のピッグを目撃した。レッドはそれを訴えても無視されてしまう。その後も豚たちは夜中パーティーを続け、ピッグもバードアイランドに大量に流入したため、我慢できなくなったレッドは「マイティーイーグル」が住むといわれる山の頂上にチャック・ボムと向かうことになった。長い期間を経て、丘の頂上に着いた一同は湖を目撃し、その上からマイティーイーグルが姿を現すが、彼は湖に向かって尿を発射し始めてしまう。その後、マイティーイーグルの巣に入った一同は、しばらく突き合わされた後、レッドが望遠鏡でピッグがバードアイランドの住宅地から卵を盗んで船に逃げる光景を目撃し、マイティーイーグルもそこに向かうように言われるが、拒否されてしまう。その後戻ってきたレッド達は、チャックに鳥の住民たちが住宅地から離れた場所で開いているパーティーを止めさせ、レッドとボムは卵を取り返そうとするものの、すでにピッグが退避したせいで失敗する。その次の朝、鳥たちは爆撃された町と失われたピッグで悲しんでいたものの、レッドはピッグの島に船を作って向い、ピッグが使っていたスリングショットでピギーアイランドを破壊することを提案し、皆はそれに従う。一方で帰還したレオナルドは卵を捉えたためにピッグの大衆の前でスピーチを行う。ピギーアイランドに到達した鳥たちは、スリングショットでいくつかの鳥をレッドの指揮のもとで飛ばし始め、ピギーアイランドの住宅地を破壊し始める。レッド、チャック、ボムはテレンスの手を借りてついにピギーアイランド中央部の城に到達することに成功し、三人は卵のある場所に到達するものの、卵はすでに熱湯に入れられる寸前であった。その時、マイティーイーグルがやってきたので、レッドは彼に卵を丸ごと運ぶように命じ、卵を城から追い出すことに成功する。しかし、青い卵が卵の入った袋から出て行ってしまい、レッドは城に戻って卵を取り返そうとし、ボムはピッグの空軍を止めるために飛行機の発射場を爆発で止めることになる。レッドとレオナルドは最終的にピッグの城の最下層にある爆薬庫に落下し、爆弾をすべて爆発させてピギーアイランドのすべてを爆破することに成功する。その後ほぼ全ての卵はかえってきたが、レッドと青い卵はレッドが安全な場所に隠れたことで助かり、青い卵からは三羽の双子（ブルース）が孵った。その後、レッドは英雄と皆から称され、ひな鳥たちからも歌をもらい、鳥たちがレッドの家を建築しなおす。そしてレッドはチャックとボムも家に引き入れることを宣言する。
エンディングの最初では、マイティーイーグルが「I Will Survive」の音楽を流し始め、鳥たちやピッグが踊りだすところで終わる。その後、ミッドクレジットでブルースも登場する。

## 登場キャラクター
レッド
本作の主人公。赤色の羽と丸い形が特徴である鳥。性格は短気で、何かがあるたびにすぐ怒って、蹴ったりすることがある。ややドジな面もある。宿敵のピッグ軍団に卵を盗まれた時は、力を合わせるのが仲間だと言い張ったり、真剣に卵を取り戻そうとする。口ぐせは「怒ってねえし」。
チャック
黄色の羽と髪が特徴の鳥。母親共々動きがとても素早い。いつも超ハイテンションで、レッドにちょっかいをかけることが好きなお茶目な性格である。宿敵のピッグ軍団に卵を盗まれた時はレッドと同じように真剣な性格になる。
ボム
黒い羽とレッドよりも丸みを帯びた大柄な体が特徴。見た目に違わぬ力持ち。後頭部に導火線のごとく変色する部分があり、怒るとなぜか文字通り「爆発」する。
マイティー・イーグル
島の鳥達に語り継がれてきた伝説の英雄で、島で一番高い山の頂きに住むと噂されている。ほかの島民とは異なり、飛ぶことができるとされている。しかし、実際はかなり太った中年であり、軽々と飛行することもできなかった。
マチルダ
白い羽の鳥。女性。アンガーマネジメント教室を常に開いている。キレそうになったときも我慢する。卵のようなものを発射してピッグを攻撃できる。
テレンス
茜色の羽の鳥。体格が一番大きく、腕力も最強。ほとんど喋らず、唸る。アンガーマネジメント教室に入れられた原因が犯罪者であったことを示唆する演出がある。実はマチルダに恋愛意識を持っている。
ハル
緑色の鳥。ブーメランの挙動上に曲がる能力を持つ。
ステラ
ピンク色の鳥。今作では泡を発射する能力は使用しない。
バブルス
オレンジ色の鳥。体を膨らますことができる。
ブルース（ザ・ブルース）
最後で登場する子供の三つ子。
レオナルド
ピギーアイランドの王様。原作には存在しない新キャラクター。部下の一人は「ロス」。
ポピー、ウィロー、ダリア、ゲイル、ルカ：Angry Birds Stellaのみ登場した女性の鳥。僅かに映画にも登場。
裁判官ペキンパー、サイラス、パントマイム鳥、エヴァ、エドワード、モニカ、オリーヴ、シャーリー、アール、ヘレン、ブラッドなど：本作オリジナルの鳥（ピッグ）。アングリーバード2では一部のみ登場。

## キャスト
| 役名               | 原語版                         | 日本語版                   |
| ------------------ | ------------------------------ | -------------------------- |
| レッド             | ジェイソン・サダイキス         | 坂上忍                     |
| チャック           | ジョシュ・ギャッド             | 勝杏里                     |
| ボム               | ダニー・マクブライド           | 乃村健次                   |
| マチルダ           | マーヤ・ルドルフ               | 園崎未恵                   |
| レオナルド         | ビル・ヘイダー                 | 岩崎ひろし                 |
| マイティーイーグル | ピーター・ディンクレイジ       | 山寺宏一                   |
| 裁判官ペキンパー   | キーガン＝マイケル・キー       | 浦山迅                     |
| サイラス           | トニー・ヘイル                 | 落合弘治                   |
| ロス               | トニー・ヘイル                 | 落合弘治                   |
| パントマイム鳥     | トニー・ヘイル                 | 佐々木睦                   |
| ステラ             | ケイト・マッキノン             | 三森すずこ                 |
| エヴァ             | ケイト・マッキノン             | 永吉ユカ                   |
| ジョニー           | ジョン・コーヘン               | 前園真聖                   |
| ピッグ7            | ジョン・コーヘン               | 前園真聖                   |
| ベイビーバード     |                                | りんか あんな              |
| エドワード         | ハンニバル・バレス             | 間宮康弘                   |
| モニカ             | ダニエル・ブルックス           | 堀越真己                   |
| オリーヴ           | ダニエル・ブルックス           | まつだ志緒理               |
| シャーリー         | クリステラ・アロンゾ           | 定岡小百合                 |
| ハル               | アンソニー・パディーヤ         | 北田理道                   |
| バブルス           | イアン・ヒコックス             | 矢野智也                   |
| 赤ちゃん鳥         |                                | 岩田龍門                   |
| 早起き鳥           |                                | 駒谷昌男                   |
| 先生               |                                | 宮崎敦吉                   |
| アール             | ブレイク・シェルトン           | 武田幸史                   |
| ヘレン             | ジリアン・ベル                 | 鶏冠井美智子               |
| ヨガ教師鳥         | ジリアン・ベル                 | 森史絵                     |
| 現場監督ブタ       |                                | 野川雅史                   |
| ブラッド           | ジョシュ・ロバート・トンプソン | あべそういち               |
| ベティ             | アリ・ウォン                   | 吉田麻美                   |
| バート             |                                | 益山武明                   |
| こどもレッド       | エイダン・マックグロウ         | 石川樹                     |
| 同級生             |                                | 内藤穂之香 遠藤璃菜        |
| ブルー             |                                | 鈴木琉那 松野沙羅 山直礼実 |

## 評価
レビュー・アグリゲーターのRotten Tomatoesでは161件のレビューで支持率は43%、平均点は5.00/10となった。Metacriticでは27件のレビューを基に加重平均値が43/100となった。